# MillstART
millstART ist eine internationale jährliche Kunstausstellung in Millstatt am See (Kärnten). Sie hat die Form von verschiedenen Kunst-Stationen im Bereich des ehemaligen Stiftes Millstatt.

## Organisation und Konzept
millstART startete 2021. und wird jährlich zwischen Mai und Oktober veranstaltet. Die Veranstaltung wird u. a. durch eine Subvention der Europäischen Union (ELER) ermöglicht. millstART wird auch vom österreichischen Bundeskanzleramt (Sektion Kunst und Kultur), dem Land Kärnten (Kulturabteilung) und der Stadt Millstatt am See, sowie von diversen privaten Sponsoren gefördert.
millstART ging aus der Vorgängerveranstaltung KUNSTradln in Millstatt hervor. Diese Nachfolge-Veranstaltung konzentriert die Standorte aber auf das Stift Millstatt und verzichtet darauf, den ganzen Ort als Kunstschauplatz einzubeziehen.
Kuratiert wird millstART 2021–2024 von Tanja Prušnik, Direktorin des Künstlerhauses Wien. Organisatorischer Träger ist der Verein „Kunstverein millstART in Millstatt am See“ unter der Leitung von Anette Lang und Ina-Maria Lerchbaumer.
Das Programm 2021 trug den Titel „konZENTRATION Auftritt und Rückzug“ und versucht (auch), die Erschütterung der Lebenswelt durch die COVID-19-Pandemie in der Konfrontation mit den ausgewählten 30 Künstlern und Künstlerinnen aus dem Alpen-Adria-Raum und deren Werken zu reflektieren. Ihre künstlerischen Aussagen werden mittels Malerei, Licht, Skulptur, Land Art, Grafik, Crossover/Contemporary, Film, Fotografie und Performance interdisziplinär formuliert.
Das Programm 2022 stand unter dem Titel „sinNe - Wahrnehmung und Ausnahme“ und knüpfte konzeptionell an der Spannung zwischen digitalisierten Kunstformen und realem sinnlichem Erleben (Fühlen, Schmecken, Riechen) an, das – im Gegensatz zum Sehen und Hören – im digitalen Raum zunächst nicht erlebbar ist. Die Kuratorin Tanja Prušnik stellte dazu mit den präsentierten Künstler:innenn und Projekten Verbindendes und gemeinsame Erfahrungen zusammen, welche durch „Licht, Essen, Berührung, Tätowierung und Betrachtung“ zur Partizipation einladen. Auch 2022 reichte der Bogen von Malerei, Skulptur, Lichtinstallationen, Land Art, Performances oder Videokunst bis zu Textilkunst.
Das Programm 2023 hatte das Motto „see(h)nsucht ... sentiment sehnsucht, spiegel see“, und ging der Frage nach, inwieweit »neben anderen Emotionen auch Sehnsucht in der bildenden Kunst als Grundgefühl des Ausdrucks verstanden werden« kann, wobei der »Millstätter See selbst als Austragungsort, Darsteller und Metapher eines Sehnsuchtsortes« fungiert. 2023 wurden künstlerische Ausdrucksweisen im Bereich Malerei, Skulptur, Lichtinstallation, Urban Art, Landartinstallation, Fotografie oder Film angeboten.
2024 trägt den Titel „Schön!_das leben“. Der Mensch selbst, sein Umfeld und sein Umgang mit den vielfältigen Aspekten von „Schönheit, Leben und dem Dasein, den Schönheiten der kleinen Dinge des Lebens“ sollen dabei im Fokus des Konzepts stehen.

## Standorte und Künstler
Die Ausstellungsorte im Stiftsareal sind: (1) Außenbereich (Außenfassade, Stiftswiese), (2) Stiftsarkaden und Innenhof, (3) Stiftskirche (Vorhalle), (4) Kreuzgang (inkl. Kreuzgang-Innenhof und -Garten), (5) Gewölbekeller im Ordensschloss, (6) ehem. Waschküche/Garage, (7) „Mottozimmer“ im Ordensschloss, (8) ehem. Fischhalle im Ordensschloss. Dazu kommen Land-Art-Projekte an den Ortseinfahrten von Millstatt.
Die 2021 bis 2024 präsentierten mehr als 100 Kunstschaffenden kommen aus verschiedenen Sparten Zeitgenössischer Kunst, deren Grenzen sie aber oft überschreiten. Sie stammen aus Österreich, Deutschland, Slowenien, Ukraine, USA, Italien, Japan und der Schweiz. Sie werden hier nach Kunstsparten und Jahr der Teilnahme genannt.
- Performance: Barbara Ambrusch-Rapp (2021), Isabel Belherdis (2022), Niki Passath (Roboter-Malperformance, 2022), Eva Petrič (Duft-Performance, 2022), Elisabeth von Samsonow (2021), Larissa und Frank Tomassetti („Partnergarnelen“, 2021);
- Malerei & Grafik: Alfredo Barsuglia (2023); Christian Bazant-Hegemark (2021), Fritz Berger (2021), Manfred Bockelmann (2023), Khrystina Bodnaruk (2022), Klemen Brun (2023), „Caroline“ (2021), Inna Charchuk (2022), Andreas Ehlers (2021), Klementina Golija (2024), Golif (Monumentales Fassadengemälde, 2023), Sebastian Herzau (2024), Gustav Januš (2024), Simon Kajtna (2023), Alex Kiessling (2024), Richard Klammer (2021), Richard Kaplenig (2024), Renate Krammer (2023), Markus Krön (2023), Alina Kunitsyna (2024); Anouk Lamm (2022), Mira Ličen Krmpotič (2023), Ina Loitzl (2021), Franziska Maderthaner (2022), Mirko Malle (2022), Simone Miani (2024), Gabi Mitterer (2024), Julie Monaco (2022), Valentin Oman (2023), Markus Orsini Rosenberg (2023), Johannes Rass (2021), Hubert Schmalix (2024), Katherine Katia Reznichenka (2022), Thomas Riess (2023), Seiko Tachibana (2023), Sašo Vrabič (2022), Elisabeth Wedenig (2022), Michael Wegerer (2022), Zenita Komad Katz (2022);
- Film, Videokunst & Fotografie: Vanja Bućan (2024), Michael Endlicher (2023), Sabine Groschup (2021), Simone Kessler (Installation mit Foto-Cyanotypie, 2024), Marck (2022), Hiroyuki Masuyama (hinterleuchtete Jahreszeitenfotos, 2024), Eva Petrič (2021), Reiner Riedler (2022), Ramona Schneckenberger (2024), Elfi Semotan (2024), Hubert Sielecki (2021), Isa Stein (2023), Sula Zimmerberger (2023);
- Installation & Crossover: Martin Bricelj Baraga (2023), Theres Cassini (Rauminstallation, 2021), Victoria Coeln (Lichtinstallation, 2021), Andrea Eržen (2021), Armin Guerino (2021), Thomas Hoke (2021), Anna Jermolaewa (Duft- und Blumeninstallation, 2022), Hanno Kautz (Lichtinstallation, 2022), Elke Maier (2023), Ivan de Menis (2021), Melitta Moschik (2021), Nonument Group (2024), OchoReSotto (multimediale Installation, 2024), Gert Resinger (2024), Raphaela Riepl (2023), Tanja Prušnik (2021, 2022), Nataša Sienčnik (2021), Niko Sturm (2021), Stojan Vavti (Soundinstallation, 2021), Nives Widauer (2021);
- Land Art: Gerlinde Thuma (2021), Johann Feilacher (2022), Rosa Roedelius (partizipative Land Art Installation, 2022);
- Skulptur: Helga Cmelka (2022), Mario Dalpra (2022), Mela Diamant (2023), Johann Feilacher (2022), Judith P. Fischer (2024), Werner Hofmeister (2023), Julia Körner (2023), Bodo Korsig (2023), Gudrun Lenk-Wane (2021), Oliver Marčeta (2021), Jure Markota (2021), Johannes Rass (2022), Anna Rubin (2023), Stylianos Schicho (Petrefacts-Betonreliefs, 2022), Wolfgang Semmelrock (2023), Jochen Traar (2023), Alenka Vidrgar (Bronzeskulpturen und „Klingende Steine“, 2022).
- Moderne Keramik: Jože Subič (2023), Gerold Tusch (2024).
- Textilkunst: Anna Artaker (Textilinstallation, 2022), Barbara Bernsteiner (Textilinstallation, 2022), Gudrun Leitner (Stoffbilder, 2024), Sissa Micheli (Textilinstallation, 2022)